# 뉴스페퍼민트
뉴스페퍼민트(News Peppermint)는 대한민국의 뉴스 큐레이션 서비스이다. 뉴스 큐레이션 서비스는 묻히는 읽을거리, 알아야 할 거리를 찾아 전달하는 서비스로 외신 기사를 요약해 제공한다. 한국에 소개되지 않은, 그러나 한국인들에게 필요한 뉴스를 제공한다는 목표를 가지고 있다.

## 역사
2012년 7월 미국 하버드 대학교에서 박사후 과정 중이던 이효석씨가 주도해서 시작했다. 하버드 대학교에서 정치경제학 박사과정 중이던 유혜영씨와 SBS 국제부 기자 출신인 송인근씨 등이 같이 참여하고 있다.